# Дуглас, Сара Маппс
Сара Маппс Дуглас (англ. Sarah Mapps Douglass; 1806—1882) — американская аболиционистка, педагог, писательница и художница.

## Биография
Родилась 9 сентября 1806 года в Филадельфии в известной семье аболиционистов, была единственной дочерью пекаря Роберта Дугласа и его жены — Грейс Дуглас, модистки и учителя. Дед Сары по материнской линии — Сайрус Бастилл — был пивоваром и владельцем пекарни, стал одним из основателей Free African Society в своём родном городе. Её братом был художник Роберт Дуглас-младший; её двоюродный брат — также художник Дэвид Бастилл Баузер.
В начале 1820-х годов Сара училась в колледже, а затем недолго преподавала в Нью-Йорке. В 1825 году начала преподавать в одной из школ Филадельфии, организованной её матерью вместе с Джеймсом Фортеном. Начиная с 1833 года, некоторое время преподавала в школе Free African School for Girls, после чего основала свою собственную школу для афроамериканских девочек. В 1838 году управление школой взяло на себя общество Philadelphia Female Anti-Slavery Society, оставив Сару Дуглас в качестве директора. В 1854 году школа объединилась с Institute for Colored Youth (ныне Cheyney University of Pennsylvania), где Дуглас проработала до выхода на пенсию в 1877 году. Как учитель она стремилась предоставить девочкам равные возможности для изучения предметов, которые ранее предназначались в основном для мальчиков, включая математику и естественные науки. Она сама интересовалась различными науками и держала в классе личный кабинет естествознания, в котором находилась коллекция различных ракушек и минералов для изучения её учениками.
Дуглас также занималась общественной деятельностью с 1831 года, когда организовала сбор денег для отправки американскому аболиционисту Уильяму Ллойду Гаррисону в поддержку его газеты «The Liberator». В этом же году она стала сооснователем Female Literary Association (FLA). Была одним из лидеров этой организации, в которой работала первая социальная библиотека, специально предназначенная для афроамериканских женщин. Вместе со своей матерью она была одним из основателей (1833 год) Philadelphia Female Anti-Slavery Society. С самого начала это общество было межрасовым, включая представителей афроамериканского происхождения. Его целью было добиться полной отмены рабства и обеспечение равных гражданских права с белыми людьми Соединённых Штатов.
С 1853 по 1877 год Сара Дуглас изучала анатомию, женское здоровье и гигиену, получив базовую медицинскую подготовку в Женском медицинском колледже Пенсильвании, став его первой афроамериканской студенткой, а также в Ladies' Institute of Pennsylvania Medical University.
В 1855 году она вышла замуж за преподобного Уильяма Дугласа, афроамериканского ректора церкви African Episcopal Church of St. Thomas, вдовца с девятью детьми.
Умерла 8 сентября 1882 года в Филадельфии. Похоронена в городе Коллингдейл на кладбище Eden Cemetery.
Сара Маппс Дуглас является главным героем в пьесе Эйн Гордон 2013 года «If She Stood», созданной по заказу художественного центра Painted Bride Art Center в Филадельфии.

### Художница
Сара Дуглас также была опытной художницей и считалась одной из первых афроамериканских художниц. Подписывая свою корреспонденцию, одновременно рисуя на её полях, она позиционировала себя как первую чернокожую художницу с подписью.
Поскольку американские музеи в тот период времени, несомненно, не приняли бы её искусство и не продемонстрировали бы её работы, Дуглас целенаправленно использовала те формы и средства, которые были ей доступны.

Некоторые работы
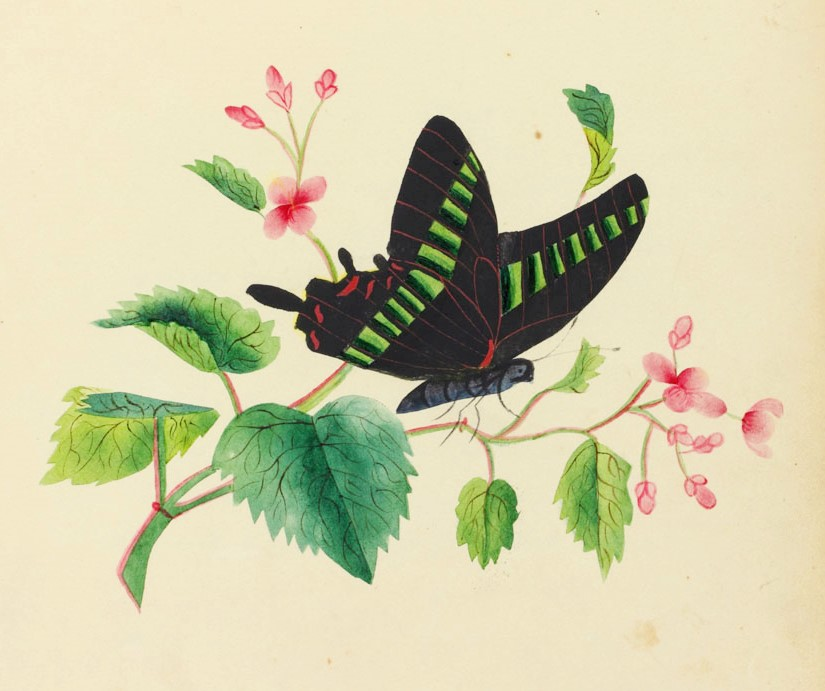
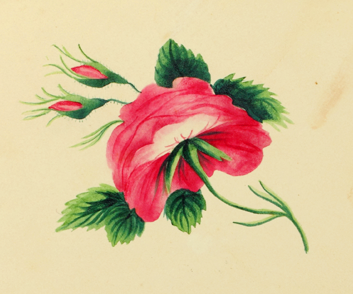